# Reinhard Rauball
Reinhard Rauball (Northeim, 25 dicembre 1946) è un politico, avvocato e dirigente sportivo tedesco, membro del Partito Socialdemocratico Tedesco ed ex presidente del Borussia Dortmund.

## Vita professionale

### Avvocato
Rauball, figlio dell'avvocato Johannes Rauball, ha studiato giurisprudenza presso l'Università della Ruhr di Bochum e ha conseguito il dottorato nel 1971.
Dal 1976 ha lavorato, come avvocato, in uno studio legale di Dortmund. Negli anni 90-2000 si è distinto e ha fatto parlare di sé come avvocato sportivo, dove ha rappresentato Katrin Krabbe, Nicole Uphoff e Graciano Rocchigiani così come molti manager licenziati dalle squadre di calcio della Bundesliga.

### Politica
Rauball fu Ministro della Giustizia in Vestfalia dal 1º marzo 1999 all'8 marzo dello stesso anno. Dopo appena una settimana fu costretto a dimettersi perché era un membro del consiglio di sorveglianza dell'Eurogas nel 1994 senza chiederne l'approvazione come richiesto dalla legge tedesca.

### Calcio
Il 14 novembre 2004 Rauball divenne presidente del Borussia Dortmund per la terza volta. Insieme a Gerd Pieper e Reinhold Lunow formò il consiglio dei gialloneri. Fu presidente del Borussia Dortmund dal 1979 al 1982, all'età di 32 anni fu il più giovane presidente nella storia della Bundesliga. Divenne presidente del Borussia Dortmund per la seconda volta dal 1984 al 1986. Rauball è considerato come il salvatore del Borussia perché ha salvato la squadra dal fallimento nel 2005 in collaborazione con i due manager Hans-Joachim Watzke e Thomas Tress.
Rauball succedette al defunto Werner Hackmann come presidente della lega calcio tedesca nel mese di agosto 2007. Poiché era l'unico candidato, fu eletto all'unanimità, con i voti di tutti i 36 club professionistici. È stato rieletto il 18 agosto 2010 per altri tre anni fino al 2013.

## Vita privata
Rauball vive a Herdecke, una cittadina a sud di Dortmund. È sposato e ha due figlie adulte.
| Controllo di autorità | VIAF (EN) 44833383 · ISNI (EN) 0000 0000 4918 8711 · LCCN (EN) no2003127717 · GND (DE) 189432667 · J9U (EN, HE) 987007287616505171 |